# بلوگورکا (استان آمور)
بلوگورکا (به لاتین: Belogorka) یک منطقهٔ مسکونی در روسیه است که در استان آمور واقع شده‌است.